# Piotr Lelusz
Piotr Lelusz herbu Doliwa , właściwie Lelusz (łac. Lellus, zm. po 1448) – polski i wielkolitewski szlachcic, wojewoda trocki (1433–1440), pierwszy znany z imienia właściciel Szczuczyna.

## Życiorys
Lelusz był polskim i wielkolitewskim szlachiciem, który po przyjęciu chrztu otrzymał chrześcijańskie imię Piotr.
Pierwszym znanym nam dokumentem zawierającym informacje o Leluszu jest akt unii trockiej z 20 stycznia 1433 roku. Na akcie występuje on wraz z informacją na temat pełnionego przez niego urzędu wojewody trockiego.  

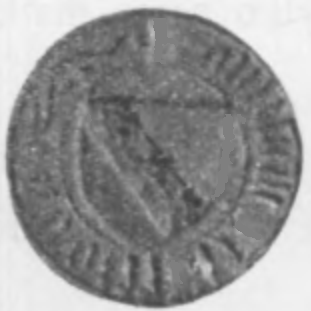
Pieczęć Piotra z aktu unii grodzieńskiej (1434)

W 1434 roku przywiesił swoją pieczęć z herbem Doliwa do aktu unii grodzieńskiej. W otoku pieczęci widnieje napis: 

† 𝔰𝔦𝔤𝔦𝔩𝔩𝔲𝔪 𝔩𝔢𝔩𝔲𝔰𝔰𝔷𝔬𝔴𝔞

Co po przetłumaczeniu z języka łacińskiego na polski oznacza: 

† pieczęć lelusza

W 1436 r. wspólnie z Andruszką Wiazowiczem i Iwaszką Prostwiłowiczem-Skinderem, ufundował w Szczuczynie kościół parafialny p.w. Najświętszej Maryi Panny i św. Jakuba Apostoła . W tym samym roku jako przedstawiciel dyplomatyczny posłował do Złotej Ordy . 
Był odpowiedzialny za osiedlanie ludzi wokół miasteczka Ostryna. Posiadał majątek Zubrewicze leżący między Bobrujskiem a Mozyrzem . 
W 1440 r. wziął udział wraz z Janem Dowgirdem i książętami Czartoryskimi w zamachu na życie wielkiego księcia litewskiego, Zygmunta Kiejstutowicza, wskutek czego, po objęciu władzy w Wielkim Księstwie Litewskim przez Kazimierza Jagiellończyka, stracił urząd wojewody trockiego , na rzecz Jana Gasztołda. 
Lelusza udaje się jeszcze odnaleźć w 1448 roku, kiedy to składa zeznanie, że otrzymał dwa jeziora Leki na granicy pod Jurborkiem od Zygmunta Kiejstutowicza. 
Polski historyk, Władysław Semkowicz, wspomina też o istnieniu Lelusza Girstowtowicza (Kirstoutouicza), który podpisał się na akcie poręki za Bratoszę w końcu XIV lub początku XV wieku. Z powodu braku wystarczającej ilości źródeł historycznych, nie ma pewności, czy omawiany Lelusz jest z nim w jakikolwiek sposób powiązany. Semkowicz zaznacza, że w latach 1444–1452 udaje się spotkać niejakiego Laluszija, w charakterze starosty grodzieńskiego, jednakże również nie ma pewności co do tego, czy są oni tą samą osobą.

### Życie prywatne
Piotr Lelusz należał do tego samego rodu co Piotr Naczko – bojar wielkolitewski, adoptowany przez przedstawicieli polskiego rodu Doliwów, podczas unii horodelskiej. W jednym z dokumentów historycznych udało się odnaleźć informacje o istnieniu jego brata, noszącego imię Kremus . Potomstwo Lelusza nie jest znane.